# بير بنغتسون
بير بنغتسون (بالسويدية: Per Bengtsson)‏ هو متزلج سريع سويدي، ولد في 31 مايو 1967 في Sala Municipality, Sweden ‏ في السويد.

## وصلات خارجية
- بير بنغتسون على موقع SpeedSkatingBase.eu (الإنجليزية)
- بير بنغتسون على موقع SpeedSkatingNews.info (الإنجليزية)
- بير بنغتسون على موقع SpeedSkatingStats.com (الإنجليزية)
- بير بنغتسون على موقع اللجنة الأولمبية الدولية (الإنجليزية)
- بير بنغتسون على موقع أوليمبيديا (الإنجليزية)
- بير بنغتسون على موقع اللجنة الأولمبية السويدية (السويدية)